# Ambrugeat
Ambrugeat is een gemeente in het Franse departement Corrèze (regio Nouvelle-Aquitaine) en telt 216 inwoners (1999). De plaats maakt deel uit van het arrondissement Ussel.

## Geografie
De oppervlakte van Ambrugeat bedraagt 30,7 km², de bevolkingsdichtheid is 7,0 inwoners per km².
De onderstaande kaart toont de ligging van Ambrugeat met de belangrijkste infrastructuur en aangrenzende gemeenten.

## Demografie
Onderstaande figuur toont het verloop van het inwonertal (bron: INSEE-tellingen).